# Scandriglia
Scandriglia település Olaszországban, Lazio régióban, Rieti megyében. Lakosainak száma 3255 fő (2023. január 1.). Scandriglia Licenza, Monteflavio, Montorio Romano, Nerola, Orvinio, Percile, Poggio Moiano, Poggio Nativo és Pozzaglia Sabina községekkel határos.

## Népesség
A település lakossága az elmúlt években az alábbi módon változott:
| Lakosok száma | 3128 | 3139 | 3255 |
|               | 2017 | 2018 | 2023 |